# Pachypellina
Pachypellina is een geslacht van sponsdieren uit de familie van de gewone sponzen (Demospongiae).

## Soort
- Pachypellina fistulata (Kirkpatrick, 1907)